# Jeff Turner
Jeffrey Steven „Jeff” Turner (ur. 9 kwietnia 1962 w Bangor) – amerykański koszykarz, występujący na pozycji silnego skrzydłowego, mistrz olimpijski z Los Angeles, wicemistrz świata z 1982.

## Osiągnięcia
Stan na podstawie, o ile nie zaznaczono inaczej.
NCAA
- Zaliczony do:
  - I składu All-SEC
  - składu honorable mention All-American
  - SEC All-Academic
  - SEC Basketball Legends (2011)[4]

NBA
- Wicemistrz NBA (1995)[5]

Reprezentacja
- Mistrz olimpijski (1984)[6]
- Wicemistrz świata (1982)[7]